# Gunnar Jonn
Gunnar Jonn, född 19 februari 1904 i Malmö, död 1963 i Malmö, var en svensk målare. 
Han var son till förvaltaren John Charles Andersson och Augusta Elisabeth Jönsson. Jonn studerade vid Skånska målarskolan i Malmö 1926–1928 samt för Aksel Jørgensen vid den danska konstakademien i Köpenhamn 1933–1936 och under studieresor till Tyskland, Norge, Jugoslavien och Spanien. Han debuterade i en samlingsutställning 1929 och ställde ut separat med en dramatisk utställning på Malmö rådhus 1933. Han  ställde därefter ut separat ett flertal gånger i Malmö, bland annat på Malmö museum och SDS-hallen. Han medverkade i samlingsutställningar med Skånes konstförening och konstnärsgruppen Aura. I slutet av 1930-talet arbetade han med olika materialexperiment där han utförde målningar med sand och kromoplastmassa som gav en viss reliefverkan. Han var bosatt på Ven 1941–1947, vilket resulterade av en del målningar från ön. Bland hans offentliga arbeten märks väggmålningar i al secco i trapphuset på Solidars kontorshus, ABF huset i Malmö, Trelleborgs hamnkontor och Malmö roddklubb. Hans konst består av stilleben, barnmålningar, figurkompositioner, självporträtt samt dekorativa landskap med motiv från Norge, Ven eller Jugoslavien i tempera och olja. Jonn är representerad vid Moderna museet, Helsingborgs museum, Ystads konstmuseum, Malmö museum och vid Arkivet i Lund.